# Лейк-Шор Бульвар
Лейк-Шор Бульвар — головна магістральна дорога, що пролягає вздовж набережної озера Онтаріо в місті Торонто, Онтаріо, Канада. До 1998 року два сегменти бульвару Лейк-Шор (від межі Етобіко — Місісаґа до річки Гамбер і від Леслі-стріт до Вудбайн-авеню) були частиною Гайвею № 2 поруч з швидкісною автомагістраллю Гардінер між цими двома ділянками.
Західною кінцевою станцією бульвару Лейк-Шор є Етобіко-Крік, західна межа Торонто. Його західна ділянка раніше була частиною старої Лейкшор-роуд, яка пролягає від Берлінгтона аж до Місісаґи. Далі бульвар пролягає вздовж узбережжя озера Онтаріо на схід до затоки Ешбріджс, а потім повертає на північ і переходить у Вудбайн-авеню біля пляжу Вудбайн. Колишній маршрут Гайвею № 2 ненадовго слідує за Вудбайн-авеню, а потім повертає праворуч на Кінгстон-роуд-іст. схід.

## Опис маршруту

### Частина в Етобіко
Лейк-Шор Бульвар (в цьому місці він називається Лейк-Шор-Бульвар-Вест) починається на західній межі Торонто. Початково ця частина була частиною Лейкшор-роуд. Найзахідніша частина мала більш промисловий характер і продовжує використовуватись для інших цілей. Cхідніше Лейк-Шор Бульвар стає чотирисмуговою магістральною дорогою через райони Лонґ-Бренч, Нью-Торонто та Міміко. В даній ділянці є багато роздрібної торгівлі та малих бізнесів. В цій частині вулиці знаходиться багато польських магазинів і установ, оскільки недалеко знаходиться польське консульство і мешкає значна кількість польської громади Торонто. Коли вулиця наближається до затоки Гамбер-Бей, район Міміко стає майже повністю житловим і дещо старшим, оскільки це був один із перших районів котеджної забудови для міських жителів. За житловими кварталами Міміко, недалеко від річки Гамбер розташоване Українське консульство в Торонто. Також в цьому районі знаходиться українське кафе «Barrel House Korchma» відоме серед української громади Торонто. На схід від Парк-Лоун-роуд південна частина вулиці заповнена нещодавно побудованими вежами кондомініумів на колишній ділянці мотелів, відомої як «Мотель-Стріп». Зараз жодного мотелю не залишилося з того періоду, коли мандрівники зупинялися в мотелях тут, який тоді був неподалік від крайньої межі Торонто.

### Частина в центрі міста

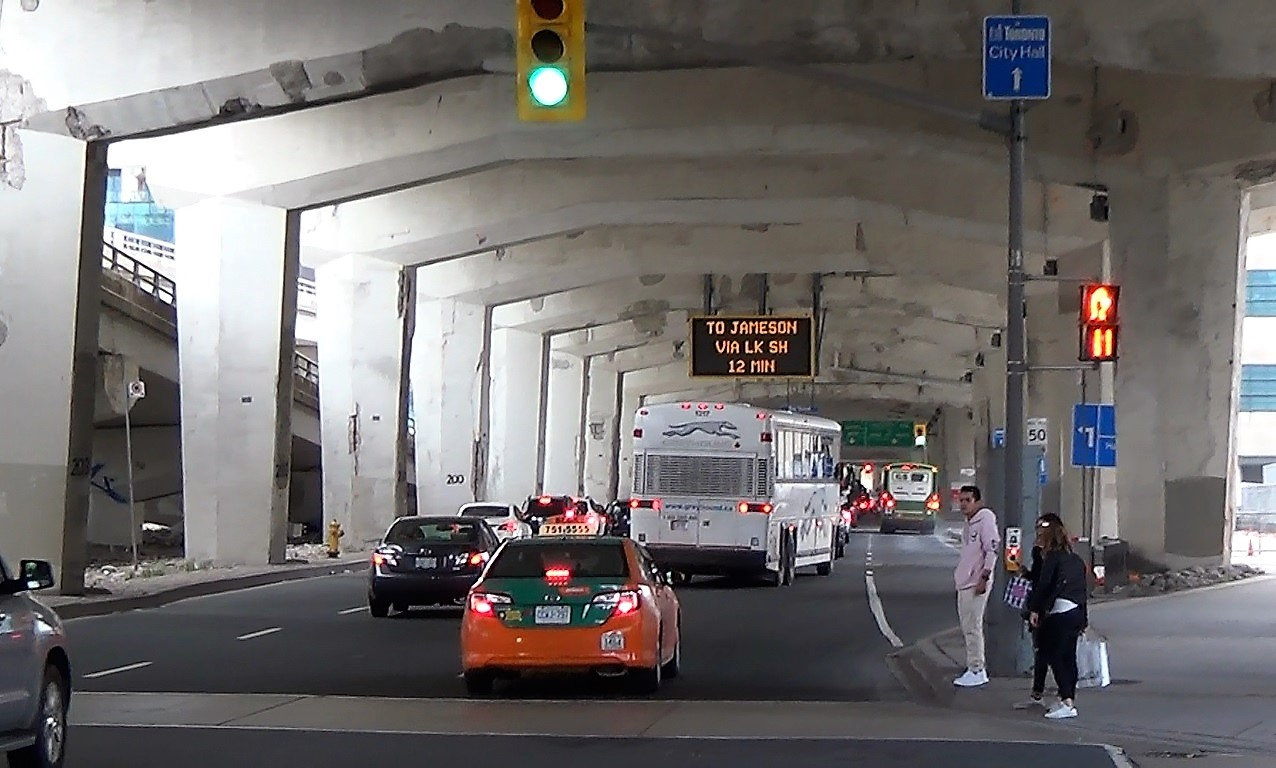
Лейк-Шор бульвар прямує на захід під швидкісною автострадою Ґардінер

У центральній частині міста Лейк-Шор перетинає, проходить паралельно та під припіднятою ділянкою автостради Ґардінер. В цій частині він називається Лейк-Шор-Бульвар-Іст на схід від Янґ-стріт. Ця ділянка проходить через старі залізничні колії та портовий район. Вулиці в цьому районі не були частиною бульвару Лейк-Шор, але були приєднані в 1950-х роках, перш ніж їх було перейменовано в 1959 році. Південна сторона ділянки від Дан Лекі Вей до Янґ-стріт була повністю забудована багатоповерховими кондомініумами. На захід від Янґ-стріт Лейк-Шор має односторонній рух на захід, в той час, як на схід автомобілі рухаються по Харбор-стріт. На схід від Янґ-стріт Лейк-Шор — це невелика дорога під автострадою Ґардінер і вздовж неї.

## Історія

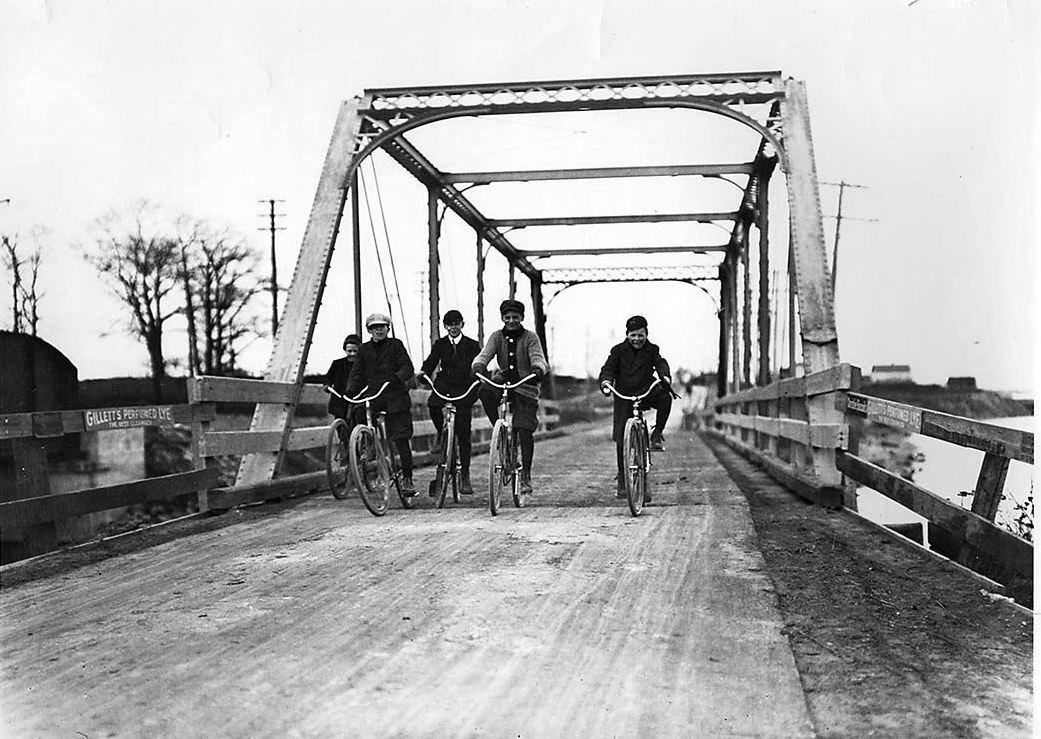
Хлопчики їдуть велосипедами через міст на Лейкшор-роуд у Міміко (бл. 1907 р.)

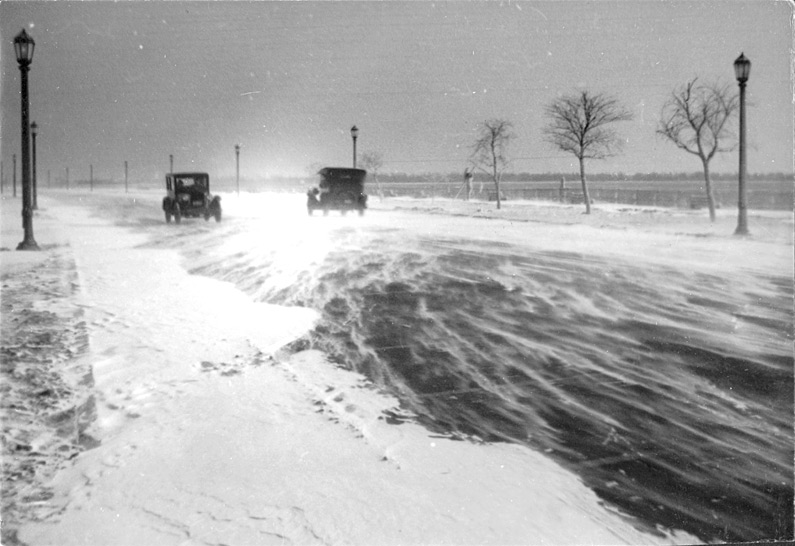
Бульвар Лейк-Шор під час снігової бурі, 1925 рік

Лейк-Шор-Бульвар був побудований частинами: частково шляхом будівництва нових доріг на схід від річки Гамбер, частково через з'єднання існуючих доріг. На захід від річки Гамбер Лейк-Шор бульвар був частиною старого провінційного шосе. Дорога на схід від Гамбера була побудована секціями, перша з яких була окремою дорогою, паралельною Лейкшор-роуд, у поєднанні з побудовою на наберезній парку розваг Саннісайд . Раніше Лейкшор-роуд з'єднувалася з Квін-стріт на захід від сьогоднішнього Центру здоров'я Святого Йосипа. У 1910-х роках було побудовано естакаду через набережну, щоб з'єднати Квін-стріт з Лейкшор-роуд на проспекті Ронсесваллес. Водночас Лейк-Шор бульвар був розширений як чотирисмугова дорога на схід до району Exhibition Place.
У жовтні 1954 року міст на бульварі Лейк-Шор через Гамбер був зруйнований уламками, що пливли вниз за течією під час повені, спричиненої ураганом Гейзел. Двосмуговий розкладний механізований міст був швидко встановлений і використовувався протягом кількох місяців. Автобус перевозив пасажирів через міст, коли трамвайну лінію від центру міста до Лонґ-Бренчу було розірвано. Оригінальний міст був відремонтований і використовувався, поки не були побудовані нові мости в рамках проєкту автостради Ґардінер.
У 1950-х роках, як частина проєкту Ґардінера, бульвар Лейк-Шор на схід від Гамбер був розширений у два рази шляхом розширення до смуги проїзду Лейкшор-роуд, замінивши її, що призвело до знесення залізничної естакади, що вела до Квін/перехрестя Roncesvalles до 1960 року. На схід від Саннісайду була побудована шестисмугова дорога до району Батерст і Фліт-стріт. Бульвар Лейк-Шор у центрі міста був побудований для з'єднання вулиць Фліт і Гарбор і був службовою дорогою для Ґардінера. На схід від центру міста Кітінг-стріт була побудована на схід від Вудбайна в рамках цього ж проєкту. Коли автостради Ґардінер була добудована до річки Дон, бульвар Лейк-Шор було перенаправлено на Кітінг, а ділянку Кітінг-стріт було включено в Лейк-Шор бульвар.

## Написання назви вулиці (Lake Shore і Lakeshore)

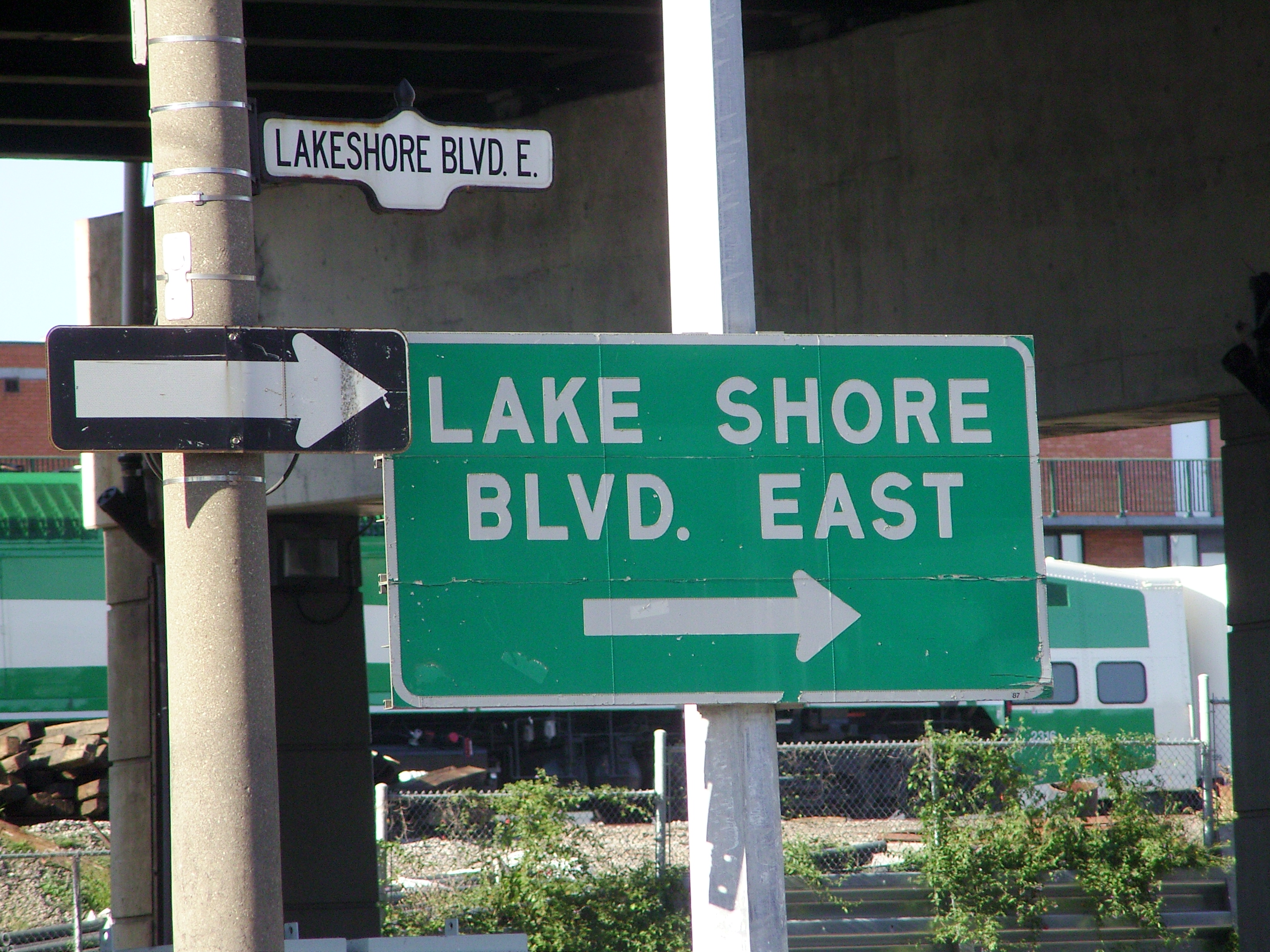
Знаки з суперечливим написанням назива вулиці (Lakeshore і Lake Shore)

При написанні Лейк-Шор-Бульвар (Lake Shore Boulevard) часто роблять помилку і пишуть Lakeshore Boulevard. Багато дорожніх знаків, транспортних вивісок та інших табличок суперечать одні одним. Іноді на одному розі, як показано на фотографії можуть зустрітися обидві назваи. Відповідно до офіційного статуту, яким визначена вулиця, правильний формат — «Lake Shore Boulevard». Ця помилка, ймовірно, пов'язана з плутаниною з Lakeshore Road на заході, де формат одного слова дійсно правильний.

## Громадський транспорт
У Етобіко, на схід від затоки Етобіко (Лонґ Бренч Луп) до річки Гамбер (Гамбер Луп), вулиця обслуговується західною частиною трамвайного маршруту 501. 507-й і 508-й маршрути проходили вздовж Лейк-Шор, поки маршрут 507 не був припинений у 1995 році та об'єднаний у 501, а 508 був повністю припинений у 2015 році, але відновлений у 2019 році. На додаток до трамвая 501, частина автобусного маршруту 110B проходить по вулиці між Лонґ Бренч Луп і 30-ю вулицею.

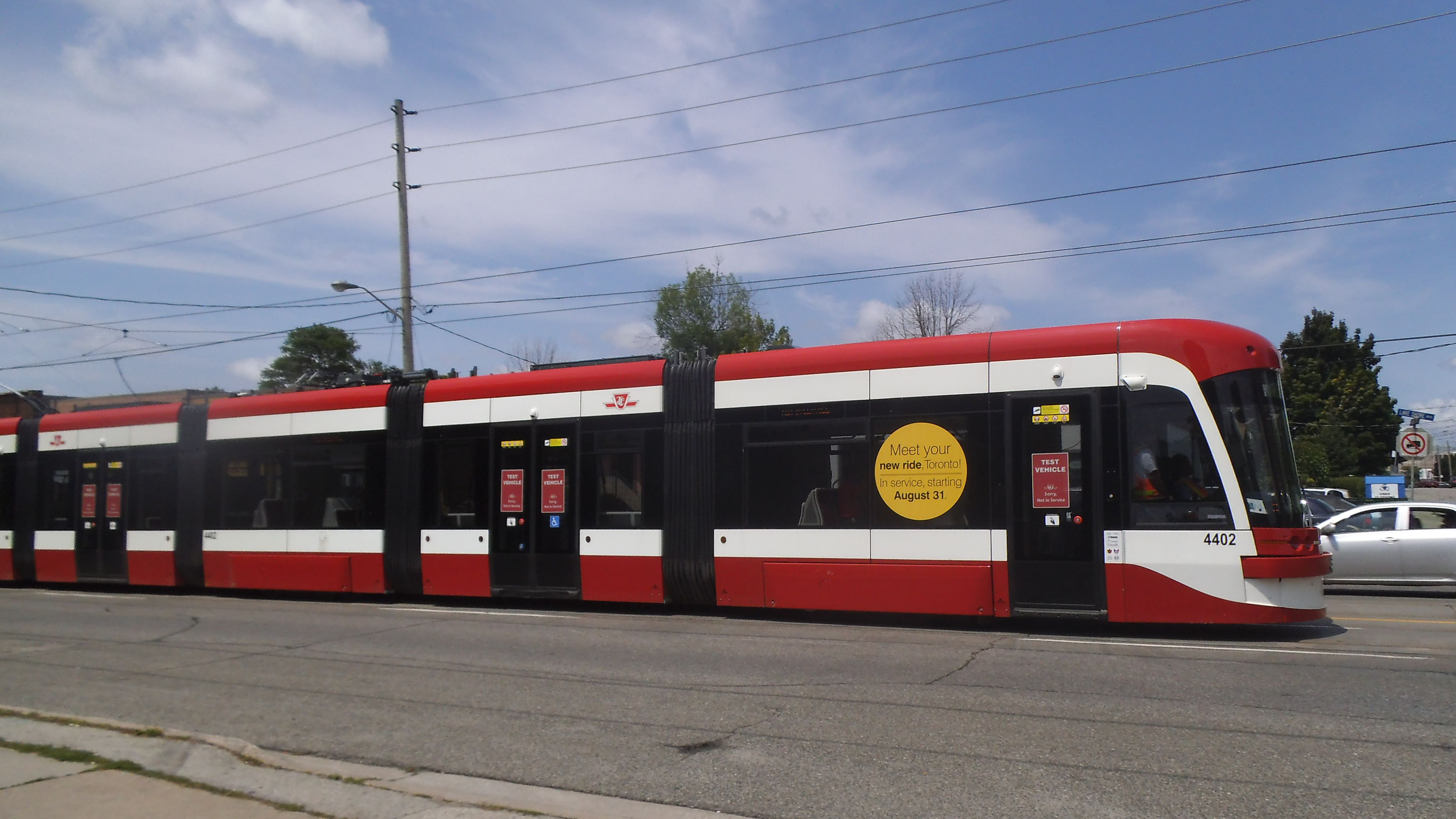
Трамвай Flexity Outlook № 4402 випробовується на Лейк-Шор в 2014 році перед початком експлуатації нової моделі

## Відомі місця
| Місце                                      | Перетинає вулицю         | Примітки                                                                                     | Зображення |
| ------------------------------------------ | ------------------------ | -------------------------------------------------------------------------------------------- | ---------- |
| Long Branch GO Station                     | Browns Line              |                                                                                              |            |
| St. Demetrius Sobor                        | Kipling Avenue           |                                                                                              |            |
| Humber College Lakeshore Campus            | Kipling Avenue           | Колишня психіатрична лікарня Лейкшор, зведена у 1889 році                                    |            |
| Colonel Samuel Smith Park                  | Kipling Avenue           |                                                                                              |            |
| St. Teresa Roman Catholic Church           | Islington Avenue         | Римо-Католицька церква                                                                       |            |
| Grand Harbour                              | Park Lawn Road           | Кондомініум                                                                                  |            |
| Humber Bay Park                            | Park Lawn Road           | Міський парк                                                                                 |            |
| The Palace Pier                            | Річка Гамбер             | Кондомініум                                                                                  |            |
| Humber Bay Arch Bridge                     | Річка Гамбер             | Велосипедно-пішохідний міст                                                                  |            |
| Queen Elizabeth Way Monument               | Річка Гамбер             | Пам'ятний знак перенесений у 1975 році, щоб поступитися місцем для розширення тодішнього QEW |            |
| Joy Gas Station                            | Windermere Avenue        | Історична будівля АЗС котра перепрофільована в ресторан і туристичний інформаційний центр    |            |
| Sunnyside Park                             | Colborne Lodge Drive     | Міський парк і пляж                                                                          |            |
| Sunnyside Bathing Pavilion                 | Parkside Drive           | Історичний відкритий басейн                                                                  |            |
| Palais Royale                              | Roncesvalles Avenue      | Соціальний клуб                                                                              |            |
| Exhibition Place                           | New Brunswick Way        | Виставковий майданчик                                                                        |            |
| Lake Shore Boulevard Bailey Bridge         | New Brunswick Way        | Пішохідний міст через бульвар Лейк Шор                                                       |            |
| Ontario Place                              | Ontario Drive            | Колишній парк атракціонів/розважальний заклад                                                |            |
| Queen's Wharf Lighthouse                   | Bastion Street           | Історичний маяк                                                                              |            |
| Tip Top Tailors Building                   | Bathurst Street          | Колишня промислова/офісна будівля, перетворена на кондомініуми-лофти                         |            |
| Malibu                                     | Bathurst Street          | Кондомініум                                                                                  |            |
| 545 Lake Shore Boulevard West              | Bathurst Street          | Колишня будівля Crosse і Blackwell та приміщення студії                                      |            |
| CityPlace                                  | Spadina Avenue           | Будівництво житлового комплексу                                                              |            |
| Rogers Centre                              | entrance via Rees Street | Мультифункціональний стадіон                                                                 |            |
| Roundhouse Park                            | Simcoe Street            | Історичний круглий будинок залізниці, розташований у парку                                   |            |
| Old Ontario Provincial Police Headquarters | York Street              | Former office complex also used as Workmen's Compensation Board Building and demolished 2011 |            |
| Toronto Harbour Commission Building        | York Street              | Офісний будинок                                                                              |            |
| Scotiabank Arena                           | Bay Street               | Façade of the former Toronto Postal Delivery Building incorporated in hockey arena           |            |
| Pinnacle Centre                            | Янґ-стріт                | Кондомініум                                                                                  |            |
| Victory Soya Mills Silos                   | Parliament Street        | Покинуті промислові силоси                                                                   |            |
| Keating Channel                            | Cherry Street            | Водний шлях, що з'єднує річку Дон із гаванню Торонто                                         |            |
| Ashbridges Bay Wastewater Treatment Plant  | Leslie Street            | Водоочисна споруда                                                                           |            |
| Woodbine Beach                             | Woodbine Avenue          | Частина пляжів                                                                               |            |
| Greenwood Raceway                          | Eastern Avenue           | Іподром, знесений у 1990-х роках                                                             |            |